# 库尔容
库尔容（法語：Courgeon，法語發音：[kuʁʒɔ̃] ⓘ）是法国奥恩省的一个市镇，属于莫尔塔涅欧佩什区。

## 地理
库尔容（48°28'42"N, 0°36'43"E）面积10.41 平方千米，位于法国诺曼底大区奧恩省，该省份为法国西北部内陆省份，北起顺时针与卡爾瓦多斯省、厄尔省、厄尔-卢瓦省、萨尔特省、马耶讷省和芒什省接壤。
与库尔容接壤的市镇（或旧市镇、城区）包括：拉沙佩勒蒙利容、孔布洛、科尔邦、卢瓦萨伊、于讷河畔莫沃、雷韦永、圣马尔德雷诺。

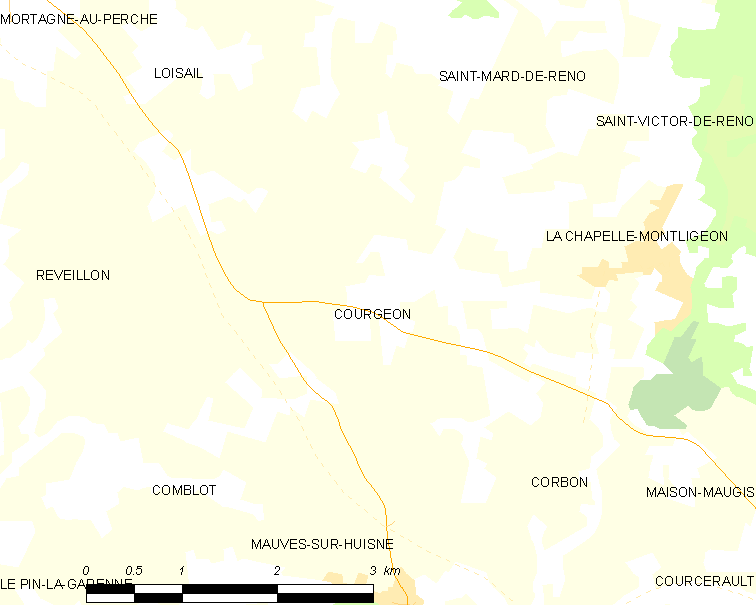
库尔容的OSM定位图

库尔容的时区为UTC+01:00、UTC+02:00（夏令时）。

## 行政
库尔容的邮政编码为61400，INSEE市镇编码为61129。

## 政治
库尔容所属的省级选区为莫尔塔涅欧佩什县。

## 人口

1962-2008年间库尔容人口变化图示

库尔容于2022年1月1日时的人口数量为351人。